# Marianna Nagy (handball)
Pour les articles homonymes, voir Marianna Nagy.
Dans le nom hongrois Nagy Marianna, le nom de famille précède le prénom, mais cet article utilise l’ordre habituel en français Marianna Nagy, où le prénom précède le nom.
Marianna Nagy, épouse Mariann Gódor , née le 30 août 1957 à Csorna, est une ancienne handballeuse hongroise naturalisée autrichienne, évoluant sur la base arrière. Elle a été élue à 5 reprises meilleure handballeuse hongroise de l'année.
Sélectionnée 281 fois en équipe nationale de Hongrie, elle obtient une médaille de bronze lors des Jeux olympiques de Montréal en 1976 et trois médailles lors des Championnats du monde dont l'argent 1982 à Budapest. 
Après avoir quitté la sélection hongroise en 1987 et rejoint le club autrichien d'Hypo Niederösterreich en 1988, elle accepte la proposition de la Fédération autrichienne de handball de jouer pour l'équipe nationale d'Autriche, avec laquelle elle participe à deux Championnats du monde en 1990 et 1993.
Son mari, Mihály Gódor, est entraineur adjoint de l'équipe nationale d'Autriche.

## Palmarès

### Club
Compétitions internationales
- Coupe des clubs champions (1) : 1982[2], 1989[3], 1990[4]

Compétitions nationales
- Championnat de Hongrie (5) : 1981, 1982, 1984, 1985
- Coupe de Hongrie (4) : 1981, 1982, 1983, 1985
- Championnat d'Allemagne (1) : 1987
- Coupe d'Allemagne (1) : 1987
- Championnat d'Autriche (3) : 1989, 1990, 1991
- Coupe d'Autriche (2) : 1990, 1991

### Sélection nationale
Jeux olympiques
- Médaille de bronze aux Jeux olympiques de 1976 à Montréal (avec  Hongrie)
- 4e place aux Jeux olympiques de 1980 à Moscou (avec  Hongrie)

Championnats du monde
- Médaille d'argent au Championnat du monde 1982 (avec  Hongrie)
- Médaille de bronze au Championnat du monde 1975 (avec  Hongrie)
- Médaille de bronze au Championnat du monde 1978 (avec  Hongrie)
- 8e place au Championnat du monde 1986 (avec  Hongrie)
- 5e place au Championnat du monde 1990 (avec  Autriche)[6]
- 8e place au Championnat du monde 1993 (avec  Autriche)[7]

### Distinctions personnelles
- élue meilleure handballeuse hongroise de l'année (5) : 1979, 1980, 1981, 1982, 1985
- joueuse la plus sélectionnée de l'équipe nationale de Hongrie